# 陈国强 (生物材料学家)
陈国强，清华大学生命科学学院教授，研究方向为生物材料等，中国教育部第六批“长江学者”特聘教授，973“合成生物学”项目的首席科学家，曾取得国家发明二等奖等奖项。

## 生平
1985年取得华南理工大学学士学位，1989年取得格拉茨工业大学博士学位，1990年至1994年，先后在诺丁汉大学、阿尔伯达大学从事博士后研究。
1994年至今，在清华大学生命科学学院任教。

## 学术兼职
担任《生物工程学报》、《合成生物学》、Journal of Biotechnology、Microbial Cell Factories、Biotechnology Journal、Synthetic and Systems Biotechnology 副主编。
担任Trends in Biotechnology、Current Opinions in Biotechnology、 Metabolic Engineering、ACS Synthetic Biology 、 Microbial Biotechnology 、Applied Microbiology and Biotechnology 、Biomaterials 、Biomacromolecules 、Artificial Cells, Nanomedicine and Biotechnology 、Advanced Biosystems 、Synthetic Biology 、Metabolic Engineering Communications 编委